# Ulf Stenlund
Ulf Stenlund, né le 21 janvier 1967 à Falun, est un ancien joueur de tennis professionnel suédois.
Il a remporté l'ATP Award de la Révélation de l'année en 1986.

## Palmarès

### Titre en simple messieurs
| No | Date       | Nom et lieu du tournoi               | Catégorie | Dotation  | Surface      | Finaliste    | Score    |  |
| -- | ---------- | ------------------------------------ | --------- | --------- | ------------ | ------------ | -------- |  |
| 1  | 29-09-1986 | Tournoi de tennis de Sicile, Palerme |           | 100 000 $ | Terre (ext.) | Pablo Arraya | 6-2, 6-3 |  |

### Titre en double messieurs
| No | Date       | Nom et lieu du tournoi         | Catégorie | Dotation | Surface      | Partenaire        | Finalistes                    | Score    |  |
| -- | ---------- | ------------------------------ | --------- | -------- | ------------ | ----------------- | ----------------------------- | -------- |  |
| 1  | 06-04-1987 | Tournoi de tennis de Bari Bari |           | 89 400 $ | Terre (ext.) | Christer Allgårdh | Roberto Azar Marcelo Ingaramo | 6-3, 6-3 |  |

## Autres performances
- Internationaux de France : huitième de finale en 1986
- Masters de Monte-Carlo : demi-finaliste en 1987